# Schilbe
Schilbe és un gènere de peixos de la família dels esquilbèids i de l'ordre dels siluriformes.

## Taxonomia
- Schilbe angolensis (De Vos, 1984)[2]
- Schilbe banguelensis (Boulenger, 1911)[3]
- Schilbe bocagii (Guimaraes, 1884)[4]
- Schilbe brevianalis (Pellegrin, 1929)[5]
- Schilbe congensis (Leach, 1818)[6]
- Schilbe djeremi (Thys van den Audenaerde & De Vos, 1982)[7]
- Schilbe durinii (Gianferrari, 1932)[8]
- Schilbe grenfelli (Boulenger, 1900)[9]
- Schilbe intermedius (Rüppell, 1832)[10][11][12][13]
- Schilbe laticeps (Boulenger, 1899)[14]
- Schilbe mandibularis (Günther, 1867)[15]
- Schilbe marmoratus (Boulenger, 1911)[16]
- Schilbe micropogon (Trewavas, 1943)[17]
- Schilbe moebiusii (Pfeffer, 1896)[18]
- Schilbe multitaeniatus (Pellegrin, 1913)[19]
- Schilbe mystus (Linnaeus, 1758)[20][21][22][23][24]
- Schilbe nyongensis (De Vos, 1981)[25]
- Schilbe tumbanus (Pellegrin, 1926)[26]
- Schilbe uranoscopus (Rüppell, 1832)[10]
- Schilbe yangambianus (Poll, 1954)[27]
- Schilbe zairensis (De Vos, 1995)[28][29][30][31][32][33][34][35][36]